# Schieweg
Schieweg (Schieoevers) is een wijk in Delft, in de Nederlandse provincie Zuid-Holland. De wijk grenst aan de Delftse Schie. Er zijn weinig woningen, het is voornamelijk een bedrijvengebied. De meeste bedrijven zijn gelegen langs de Schieweg, vandaar de naam van de wijk. Onder andere de Makro is gevestigd in deze wijk.
Per 1 januari 2023 woonden er 1.460 mensen, verdeeld over 786 huishoudens in Schieweg.

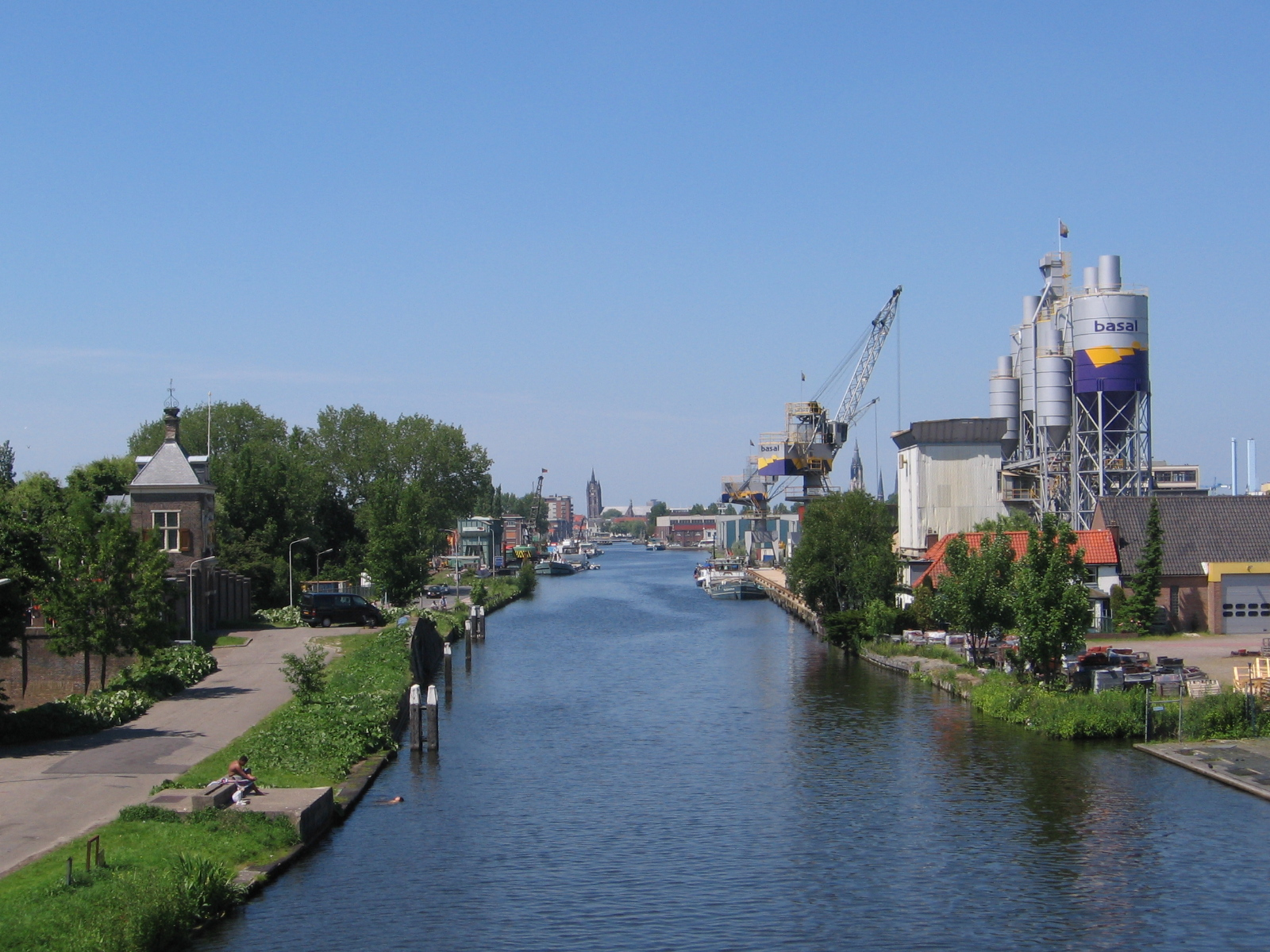
Schieweg

Stad: Delft     Buurtschappen: Abtswoude · Klein-Delfgauw

Wijken en Buurten: Buitenhof · Centrum · Delftse Hout · Hof van Delft · Ruiven · Schieweg · Tanthof · Voordijkshoorn · Voorhof · Vrijenban · Wippolder

Bedrijventerreinen: Delftechpark · Technopolis

Zuid-Holland: Steden en dorpen    Nederland: Provincies · Gemeenten